# Bova Marina
Bova Marina – miejscowość i gmina we Włoszech, w regionie Kalabria, w prowincji Reggio Calabria.
Według danych na rok 2004 gminę zamieszkuje 3951 osób, 136,2 os./km².